# Euskal Ezkerra
Euskal Ezkerra (EuE) ('Izquierda Vasca' en euskera) fue un partido político español surgido como una escisión de Euskadiko Ezkerra (EE) ante la inminente integración de este en el Partido Socialista de Euskadi.

## Historia
Euskadiko Ezkerra (EE), que en un principio se había formado en 1977 como una coalición nacionalista de izquierda entre EIA y EMK para presentarse a las primeras elecciones legislativas tras la muerte de Franco, en 1982 se refundaría como partido político con la convergencia de EIA y el sector mayoritario del PCE-EPK. Desde ese momento, EE fue evolucionando políticamente desde el marxismo hasta acabar convirtiéndose en un partido socialdemócrata.
Con la entrada en 1991 de EE en el Gobierno Vasco en coalición con PNV y EA, se agudizaron sus dos tendencias, "Renovación Democrática" y "Auñamendi", ambas socialdemócratas, pero con diferentes estrategias de alianzas, los primeros proclives a coaligarse con el PSOE y los segundos con EA. En septiembre de ese mismo año, EA fue expulsado del Gobierno de coalición y los parlamentarios de "Auñamendi" (cinco de los seis de EE; es decir, todos menos Jon Larrinaga Apraiz) que se opusieron a esta decisión fueron expulsados del partido junto a varios militantes. Esta decisión acabaría propiciando la ruptura entre ambos sectores. Los partidarios de "Auñamendi" decidieron desligarse de EE y fundar un nuevo partido, que se llamaría Euskal Ezkerra (EuE), para no participar en la fusión con el Partido Socialista de Euskadi.

Logo de la coalición de Eusko Alkartasuna y Euskal Ezkerra para las elecciones generales de 1993, bajo el lema «Bat eginik» («juntos» o «hechos uno»)

Dentro de EuE quedó integrado el sector de EE que primaba más el carácter nacionalista vasco de la antigua EE, así como buena parte de los cuadros dirigentes y cargos electos de EE como Kepa Aulestia, Martin Auzmendi, Patxi Baztarrika y Xabier Gurrutxaga, entre otros. Formaron una coalición con Eusko Alkartasuna que se presentó a las elecciones generales de junio de 1993. Pero la coalición EA-EuE no sumó los electorados de ambas formaciones. Obtuvo incluso peores resultados de los que había obtenido EA en solitario en 1989, perdiendo uno de los dos diputados que tenía en el Congreso.
Este fracaso llevó a la ruptura de la coalición y en el caso de EuE a su disolución como partido político al poco tiempo. Sin embargo, algunos de sus líderes aceptaron colaborar con el PNV en las elecciones al Parlamento Vasco de 1994.